# Étoile de Cristal/Bester ausländischer Darsteller
Étoile de Cristal: Bester ausländischer Darsteller
Gewinner des Darstellerpreises, der von 1955 bis 1975 den besten ausländische Schauspieler in einer ausländischen Filmproduktion kürte, die in Frankreich während des Kalenderjahres veröffentlicht wurde. Das Regelwerk schützte davor, dass ein Akteur mehr als nur einmal ausgezeichnet wurde. Der Étoile de Cristal gilt als Vorläufer des 1976 ins Leben gerufenen nationalen Filmpreises César, der darauf verzichtet, ausländische Darsteller in ausländischen Filmproduktionen zu prämieren.
| Jahr | Preisträger                | Filmtitel                         | Deutscher Verleihtitel                 |
| ---- | -------------------------- | --------------------------------- | -------------------------------------- |
| 1955 | Franco Fabrizi             | I Vitelloni                       | Vitelloni (Die Müßiggänger)            |
| 1956 | James Dean                 | Rebel Without a Cause             | ... denn sie wissen nicht, was sie tun |
| 1957 | Henry Fonda                | War and Peace                     | Krieg und Frieden                      |
| 1958 | Åke Grönberg               | Gycklarnas afton                  | Abend der Gaukler                      |
| 1959 | Montgomery Clift           | The Young Lions                   | Die jungen Löwen                       |
| 1960 | Hannes Messemer            | Il generale della Rovere          | Der falsche General                    |
| 1961 | Anthony Perkins            | Psycho                            | Psycho                                 |
| 1962 | Albert Finney              | Saturday Night and Sunday Morning | Samstagnacht bis Sonntagmorgen         |
| 1963 | Terence Stamp              | Billy Budd                        | Die Verdammten der Meere               |
| 1964 | Burt Lancaster             | Il gattopardo                     | Der Leopard                            |
| 1965 | Peter O’Toole              | Becket                            | Becket                                 |
| 1966 | Oskar Werner               | Ship of Fools                     | Das Narrenschiff                       |
| 1967 | Tom Courtenay              | Billy Liar                        | Geliebter Spinner                      |
| 1968 | Sidney Poitier             | In the Heat of the Night          | In der Hitze der Nacht                 |
| 1969 | Dustin Hoffman             | The Graduate                      | Die Reifeprüfung                       |
| 1970 | Dennis Hopper              | Easy Rider                        | Easy Rider                             |
| 1971 | Donald Sutherland          | MASH                              | M.A.S.H.                               |
| 1972 | Peter Finch                | Sunday Bloody Sunday              | Sunday, Bloody Sunday                  |
| 1973 | Bud Cort                   | Harold and Maude                  | Harold und Maude                       |
| 1974 | Paul Newman Robert Redford | The Sting                         | Der Clou                               |
| 1975 | Al Pacino                  | Dog Day Afternoon                 | Hundstage                              |